# アレクサンドル・ヤコヴレフ (1894年生の政治家)
アレクサンドル・ヤコヴレヴィチ・ヤコヴレフ（ロシア語: Александр Яковлевич Яковлев、1894年9月3日 - 1948年）は、チュヴァシ自治社会主義ソビエト共和国の政治家。

## 生涯
1894年9月3日（ユリウス暦8月22日）、ロシア帝国カザン県アクタイに生まれた。オリニンとモルガウシで働き、1913年にシンビルスク・チュヴァシ人教育学校を卒業。同年から1916年まではカザン県コジモデミヤンスク郡の小学校で教えていたが、第一次世界大戦に従軍し旗手を務め、その後はコジモデミヤンスク郡ソビエトに選出された。
1918年秋からは赤軍に従軍し、沿ウラル軍管区参謀長補佐、参謀運営部部長、西シベリア軍管区参謀長補佐を務めた。1923年からはチュヴァシ自治社会主義ソビエト共和国の農業人民委員などを務め、1926年11月から翌1927年5月までは人民委員会議議長を務めた。1931年にモスクワ計画学院を卒業。1927年4月から1938年5月までは防衛・航空・化学建設支援協会チュヴァシ州ソビエト議長やチュヴァシ共和国ゴスプラン議長、人民委員会議副議長に就き、全ロシア中央執行委員会チュヴァシ共和国副代表も務めた。
しかし、1938年5月4日に逮捕され、1941年9月16日に懲役8年の有罪判決を受けた。そして1948年にラーゲリで獄死したが、1955年に名誉回復がなされた。